# 네 멋대로 해라 : 장 뤽 고다르
《네 멋대로 해라 : 장 뤽 고다르》(프랑스어: Le Redoutable, 영어: Redoubtable)은 2017년 9월 개봉한 프랑스의 드라마, 로맨스, 전기 영화이다. 미셸 하자나비시우스가 감독과 각본을 맡았으며, 안 비아젬스키의 회고록을 원작으로 한다. 루이 가렐이 영화 감독 장뤼크 고다르 역을 맡았으며, 스테이시 마르탱은 고다르의 아내였던 배우 안 비아젬스키 역을 맡았다.
2017 칸 영화제 경쟁 부문 진출작이다.

## 출연자
- 루이 가렐 - 장뤼크 고다르 역
- 스테이시 마르탱 - 안 비아젬스키 역
- 베레니스 베조 - 미셸 로시에 역